# Ся (держава)
Дина́стія Ся (спрощ.: 夏国; кит. трад.: 夏國; піньїнь: Xiàguó) — династія сюнну (хуннів), що правила на північному заході Китаю в 407—431 роках. Ця династія керувалася імператорами з роду Хелянь, плем'я Тєфу (спрощ.: 铁弗; кит. трад.: 鐵弗; піньїнь: Tiěfú zh:铁弗), першим з яких був Хелянь Бобо (до того мав прізвище Лю). Правління цієї династії відзначено постійними війнами із сусідами. Володарі Ся мали титул імператорів. Було остаточно підкорено державою Північна Вей.

## Історія
У 407 році її засновано вождем хуннів Лю Бобо, який з 20 тисячами осіб відкочував на захід, відокремившись від династії Пізня Цінь. Тут створив державу Ся, прийнявши нове прізвище Хелянь. Саме він багато доклав зусиль для зміцнення військової та політичної потуги держави. Завдано поразки Південній Лян. У 411 році завдав поразки династії Пізній Цінь.
У 417 році, скориставшись суперечками всередині Східної Цзінь, було захоплено центральні райони Китаю, зокрема важливе місто Чан'ань. У 431 році підкорено державу Західна Цінь. Проте того ж року Ся зазнало нищівної поразки від сяньбійського племені мужунів Тогон. Скориставшись цим, династія Північна Вей підкорила землі Ся.

## Імператори
| Посмертне ім'я                   | Особисте ім'я                    | Роки правління | Девіз і роки правління |
| -------------------------------- | -------------------------------- | -------------- | --- |
| У-ле-ді 武烈帝 Wǔlièdì           | Хелянь Бобо 赫連勃勃 Hèlián Bóbó | 407–425        | - Луншен (龍升 Lóngshēng) 407–413 - Фенсян (鳳翔 Fèngxiáng) 413–418 - Чан'у (昌武 Chāngwǔ) 418–419 - Ченьсін (真興 Chēnxīng) 419–425 |
| Цінь-ван 赫連昌 Hèlián Chāng     | Хелянь Чан 赫連昌 Hèlián Chāng   | 425–428        | - Ченгуан (承光 Chéngguāng) 425–428                                                                                                  |
| Пін Юань-ван 平原王 Píngyuánwáng | Хелянь Дін 赫連定 Hèlián Dìng    | 425–428        | - Шенгуан (勝光 Shèngguāng) 428–431                                                                                                  |